# Альфредо Гарсія Кастельбланко
Альфре́до Гарсі́я Кастельбла́нко (Alfredo García Castelblanco) — чилійський дипломат. Надзвичайний і Повноважний Посол Чилі в Польщі (з 2014) та в Україні (з 2015) за сумісництвом.

## Життєпис
Альфредо Гарсія вивчав право в Університеті Чилі, закінчив Дипломатичну академію Андреса Белло, аспірантуру з міжнародних економічних відносин Джорджтаунського університету у Вашингтоні.
У 1982—1983 рр. — заступник директора державного протоколу Міністерства закордонних справ і начальник Управління Генерального директора міжнародних економічних відносин МЗС.
У 2007—2012 рр. — був чилійським послом в Республіці Ямайка та за сумісництвом в державах Антигуа і Барбуда, Багамські острови, Домініка, Сент-Люсія і Сент-Кітс, а також генеральним консулом Чилі в містах Сальта (Аргентина) і Маямі (США). Він також займав посади в посольствах Чилі в Австралії, Іспанії, Індії, Португалії та Сінгапурі.